# Беспокойство (повесть)
«Беспоко́йство» — научно-фантастическая повесть Аркадия и Бориса Стругацких, над которой они работали в Гаграх в марте 1965 года. Входит в цикл о Мире Полудня. После переработки текст повести стал основой «Улитки на склоне». В процессе написания авторы никак не называли свою новую повесть, название «Беспокойство» присвоено Борисом Стругацким при первой публикации в 1990 году.
Повесть построена по принципу взаимодополнительности, включает две автономные сюжетные линии (четыре главы про земную Базу и пять — про инопланетный Лес). На планете Пандора устроен охотничий заповедник, центром которого является земная База. Звездолётчик Леонид Горбовский прибывает на планету без всякой явной цели, озабоченный неявным предчувствием большой угрозы для человечества. Ознакомившись с жестокими чудесами Леса, покрывающего почти всю поверхность суши, Горбовский предрекает, что «он ещё заговорит». В «лесных» главах считающийся погибшим исследователь Михаил Сидоров по прозвищу «Атос» (так же, как и Горбовский, — персонаж утопии «Полдень, XXII век») спасён аборигенами Леса. Это примитивные крестьяне, которые располагают высокоразвитой биотехнологией — выращивают себе одежду, утварь и жилища, делают прививки, располагают Слухачами — живыми радиоприёмниками. Немного придя в себя, Атос пытается отыскать дорогу к Базе и раскрывает главную тайну этого мира. В Лесу осуществляется широкомасштабная экспансия высокоразвитой биологической цивилизации, носительницами которой являются женщины, перешедшие на партеногенез и способные жить не только на суше, но и в воде («русалки») — «Славные Подруги». Главной целью Подруг является «Одержание», оно же «Великое Разрыхление Почвы», предполагающее полное уничтожение прежнего человечества, всех деревень и всех мужчин. Вернувшись в деревню, Атос даёт клятву, что будет сдерживать бессмысленный бесчеловечный прогресс (хотя бы на одном участке) всеми имеющимися у него в наличии силами.
В XXI веке ранний вариант «Улитки на склоне» привлекал внимание исследователей, в том числе Бориса Межуева, который полагал, что это важное свидетельство переосмысления Стругацкими утопического мировоззрения и основ лево-коммунистической утопии («будущее создаётся тобой, но не для тебя», и подавляющее большинство человечества не годно для светлого будущего). А. В. Антонов и М. П. Чередникова утверждают, что «Беспокойство» — это антиутопия, более актуальная в XXI веке, чем в момент написания.

## Сюжет
Повесть включает девять глав, действие которых разворачивается в Мире Полудня на планете Пандора, но распределено по двум независимым сюжетным линиям. В главах первой, третьей, пятой и девятой повествуется об исследовательской Базе, где служит директором охотник Поль Гнедых и куда по непонятной причине прилетел знаменитый звездолётчик Леонид Горбовский. В «лесных» главах (вторая, четвёртая, шестая, седьмая и восьмая) биолог Михаил Сидоров, по прозвищу Атос, разбившийся над джунглями Пандоры, выживает у аборигенов и пытается выбраться к своим — на Базу.

### Главы о Леониде Андреевиче
Действие начинается на земной Базе, когда Леонид Андреевич Горбовский сидит на краю обрыва над бесконечным Лесом, бросает в пропасть камешки и задаёт странные вопросы коллеге — исследователю Турнену, который терпеть не может охоты, но вынужден сопровождать жену Риту, не мыслящую себе жизни без карабина и джунглей. В столовой Горбовский общается с водителем вездехода Аликом Кутновым, одним из тех людей, таланты и желания которого неуклонно «оттесняются на периферию Большой Жизни»: «области приложения их способностей неумолимо уходили в прошлое, и большинству Аликов ещё предстояло понять это и искать выход». Далее Горбовский является в кабинет директора Базы и одновременно главы Службы индивидуальной безопасности. Поль Гнедых занял своё место после того, как в джунглях погибли несколько жителей Земли; считается погибшим и школьный друг Поля — биолог Атос-Сидоров. Далее в кабинет вламывается грязный и опутанный хищной лианой биолог Курода, возбуждённо восклицающий, что в Лесу есть жизнь и он своими глазами видел «чешуйчатых людей». Вскоре в Лесу разбился вертолёт с Ритой, сообщение об этом получено как раз в момент разговора директора с Горбовским. Поль с Горбовским летят на дирижабле, а потом их десантируют на вездеходе в полумиле от места, где были замечены сигнальные ракеты охотников. Риту и её проводника Сартакова удалось подобрать почти сразу, после этого Горбовский, Поль Гнедых и Алик Кутнов созерцают чудеса Леса: огромную клоаку, питающуюся деревьями и порождающую «щенков» — неких существ, которые затем топятся в треугольном озере. Сартаков рассказывает, что этого озера нет на карте: «Если карте больше двух лет, то она уже никуда не годится». Директор со смущением говорит, что ему показалось, будто в воде находится человек; вероятно, это «русалки», о которых сообщали другие наблюдатели.
В финале Горбовский, как обычно, бросает камешки под обрыв; Турнен пришёл прощаться. Напоследок Турнен заявляет, что Леонид Андреевич занялся крайне неблагодарным делом: «Вы думаете о смысле жизни сразу за всех людей, а люди этого не любят. Люди предпочитают принимать жизнь такой, какая она есть. Смысла жизни не существует. И смысла поступков не существует. Если поступок принес вам удовольствие — хорошо, если не принес — значит, он был бессмысленным». В ответ Горбовский задаёт Турнену вопрос: что делать, если Лес — тоже «братец по разуму», только негуманоидный. И продолжает: «Я не боюсь задач, которые ставит перед собой человечество, я боюсь задач, которые может поставить перед нами кто-нибудь другой. <…> А я не хочу, чтобы всё человечество — за исключением некоторых сущеглупых — краснело бы и мучилось угрызениями совести или страдало бы от своей неполноценности и от сознания своей беспомощности, когда перед ним встанут задачи, которые оно даже и не ставило. Я уже все это пережил в фантазии и никому не пожелаю. А вот теперь сижу и жду». Не убедив Турнена, Горбовский заявляет по адресу Леса: «Он ещё заговорит. Я знаю: он ещё заговорит».

### «Лесные» главы
Атос-Сидоров выжил: после катастрофы вертолёта его спасли аборигены Леса — Колченог и Кулак, — теперь он живёт в глухой деревне с девушкой Навой, которую «общество» дало пришельцу в жёны. Деревенские жители очень медленно соображают, нудно рассуждают об одном и том же, но при этом обладают развитой биологической технологией: все предметы обихода, включая хижины, одежду и посуду, ими выращиваются на грядках. Есть и Слухач — «живой радиоприёмник», время от времени передающий сообщения о никому не понятном «Одержании» и грандиозных битвах во имя «Спокойствия и слияния». Атос до конца не восстановил память; деревенские кличут его Молчуном, так как он долго не мог освоить местного языка. Атос уговаривает Кулака проводить его в Город — некое таинственное место, где Атос рассчитывает узнать, как вернуться на Базу. Деревенские всячески пытаются его запутать и отговорить, ссылаясь на многочисленные опасности. Главная из них — «мертвяки» — человекообразные существа, которые не понимают человеческую речь, но при этом горячие на ощупь. Как и разбойники («воры»), мертвяки похищают женщин.
Однажды Атос под влиянием момента отправился в Новую деревню, рассчитывая вернуться к обеду, но его догнала оставленная дома Нава. Далее они миновали обездвиженного мертвяка, который уже остывал, и попали в окружение банды «воров». Атос попытался отбиться от них, а затем побежал вслед за Навой; в джунглях они потеряли нужную им тропу. Блуждая, они добрались до странной деревни, где поля заброшены; большинство жителей деревни спят, но среди них встречаются одни только мужчины — ни одной женщины или ребёнка. Молчун и Нава остановились на ночлег в какой-то хижине, куда глубокой ночью заглянул Карл — исследователь Леса, считавшийся давно погибшим; вскоре к нему присоединился ещё один погибший — Валентин, тело которого было обнаружено спасателями Базы через месяц после исчезновения (Атос не помнил, когда именно это произошло). Ночью деревню окутал фиолетовый туман, и Молчун, не отличающий бреда от яви, подхватил Наву и бежал. Наутро, после пробуждения между корней дерева, у Навы в руках оказался скальпель. На месте деревни образовалось треугольное озеро, на дно которого ушли хижины и их обитатели. Нава спокойно сказала: «Это называется Одержание… Теперь здесь всегда будет озеро, а те, кто в домах, станут жить в этом озере. Вот почему у них не было лица, а я сразу и не поняла. Кто не хочет жить в озере, тот уходит».
Продолжая свой путь, Нава и Молчун достигли огромного холма, над которым гудела гигантская туча ос. Нава первой заметила трёх женщин в сопровождении трёх мертвяков и опознала в одной из этих женщин свою мать. Из дальнейшего бредового диалога Атос понимает, что женщины представляют носителей высокоразвитой биологической цивилизации. Они размножаются партеногенезом, уничтожают мужчин и повелевают фиолетовым туманом и биороботами, которых крестьяне именуют мертвяками. Атоса женщины опознали как пришельца с Белых Скал, «ошибку Леса», «грязного» пользователя «мёртвых вещей»; эту «ошибку» надлежит «исправить» в ходе Великого Разрыхления Почвы. Впрочем, повелительницы Леса («Славные Подруги») ответили на вопрос Атоса, как ему вернуться на базу: «К Белым Скалам тебе не пройти. Ты сгинешь по дороге. Даже мы не рискуем пересекать линию боёв. Даже приближаться к ней…» Наконец женщины забирают Наву, протестовавшего Атоса схватил «раскалёнными клещами» своих рук мертвяк и куда-то поволок. Землянин, почти лишившись сознания от боли, вывернулся и разрезал биоробота скальпелем. Обожжённый, он побрёл по тропинке: «Важно было уйти подальше, хотя он сознавал, что никуда уйти не удастся. Ни ему, ни многим, многим, многим другим».
Атосу удалось добраться до родной деревни, в которой вся жизнь идёт по-прежнему, но кое-что меняется. Теперь Молчун уничтожает всех встреченных мертвяков, «быстро, надёжно, с жестоким наслаждением». Мышление его постепенно проясняется, и он всё чаще рассуждает о сути прогресса и окружающего мира:

Обречённые. Несчастные обречённые. Правда, они не знают, что они несчастные. Они не знают, что сильные этой планеты считают их лишними, жалкой ошибкой. Они не знают, что сильные, занятые своей непонятной всепланетной деятельностью, уже нацелились в них тучами управляемых вирусов, колоннами роботов, стенами леса. Они не знают, что всё для них уже предопределено, что будущее человечество на этой планете — это партеногенез и рай в тёплых озёрах и, что самое страшное, историческая правда на этой планете не на их стороне, что они являются реликтами, осуждёнными на гибель объективными законами, и что помогать им — означает на этой планете — идти против прогресса, задерживать прогресс на каком-то крошечном участке его фронта…
В финале Атос заявляет, что это не его прогресс, и он отказывается воспринимать Колченога и его односельчан как «досадную ошибку». Молчун клянётся, что станет тем камешком, на котором затормозят жернова прогресса, ибо он «вернётся сюда уже не со скальпелем. И тогда мы посмотрим».

## История создания и публикации
В дневнике Аркадия Стругацкого за 1964 год обозначена «очерёдность работ». Двумя первыми пунктами шли повести «Хищные вещи века» («ХВВ») и «Понедельник начинается в субботу» («ПНВС»). Далее под № 3 идут следующие записи: «Служба на Пандоре. СИБ. Биологическая война». В начале 1965 года Стругацкие заканчивали работу над «ХВВ» и «ПНВС». В письме Аркадия Стругацкого брату Борису от 20 февраля говорится дословно следующее: «У нас, по-моему, с тобой назрел некий творческий кризис, за которым должно следовать что-то новенькое. Эх, нам бы посидеть спокойно и поругаться всласть несколько дней, то-то было бы славно!» Поскольку оба Стругацких уже состояли в Союзе писателей и Борис Натанович уволился из Главной астрономической обсерватории, соавторы решили перейти к новому формату совместной работы — в домах творчества. По неопытности Стругацкие не учли, что заявки на дома творчества в Подмосковье или под Ленинградом подаются за полтора-два месяца. В результате было решено брать путёвку на 24 дня в Гагры, «где, по отзывам знающих людей, жить и работать можно очень даже хорошо». После заезда 3 марта братья начали вести общий рабочий дневник, просуществовавший до 1991 года. Записи в нём делали по очереди и Аркадий, и Борис в порядке возникающих идей: «Впечатление дня или набросок плана, это могла быть отдельная фраза или несколько страниц текста, это могли быть имена персонажей, чужая цитата, шутка, наконец, просто рисунок или схема». Рабочий дневник всегда хранился дома у Б. Стругацкого в Ленинграде и доставлялся в любое место, где соавторы работали.
Ход работы над будущим «Беспокойством» отражён не только в рабочем дневнике, но и в письмах, посылаемых Б. Стругацким в Ленинград супруге. В бытовом отношении всё было хорошо: братья получили индивидуальные номера с видом на море, отмечалась отличная звукоизоляция и количество и качество питания в столовой. Коллег-писателей почти не было, в доме творчества поселили две футбольные команды. В рабочем дневнике 6 марта зафиксирована анекдотическая реплика культмассработницы по адресу футболистов: «Говорят: нам нужны дамы, как сейчас во Франции ходят. А где я их возьму, когда не сезон». Ритм жизни устоялся быстро, написание текста началось 7 марта. В письме от 11 марта Борис Натанович сообщал, что они разработали третью главу (всего запланировано десять), однако получившийся результат не удовлетворял. «Повестушка получается хилая, но есть надежда, что при втором заходе удастся её отточить как следует». 14 марта Борис Стругацкий писал:

Сегодня мы начали писать пятую главу, но продвигаемся медленно: очень много описаний, приходится долго возиться с каждым словом. До часу написали только три страницы. Сейчас пойдем обедать, а потом до ужина нужно успеть остатние пять или шесть. А после ужина обдумывать задачу на завтра. Вообще мы уже вошли в колею и работаем теперь как машина. Даже когда застопоривает, мы продолжаем работать как машина, но машина буксующая. Работаем по-прежнему здесь в одиночестве. Все остальные бездельничают. …Я разговорился с продавцом — страшномордым абхазцем. Произошел следующий разговор: «Гиде атдыхаишь, генацвале?» — «В Доме творчества. Только не отдыхаю, а работаю». — «Работаишь?» — «Да». — «Кем в доме творчиства работаишь, генацвале?» Я долго старался его убедить, что я писатель и приехал работать, а не отдыхать, — он не поверил. Спросил только, какая разница между писателем и поэтом. От разговора у меня осталось сильнейшее впечатление, что: а) за свою жизнь он не прочитал ни одной книжки и б) что в Дом творчества работать никто не ездил никогда. Так что мы здесь белые вороны.
Рабочий дневник открывается датой рождения писателя братья Стругацкие, вычисленной как равноудалённая от дней рождения Аркадия (28 августа 1925) и Бориса (15 апреля 1933 года). Результатом стало 22 июня 1929 года. Обсуждение «Пандоры» фиксируется начиная с 5 марта, причём сразу описаны: передвижение джунглей и болот, поселения женщин без мужчин, «вирусы, стерилизующие мужчин», и так далее. Про крестьян в фантастическом мире «все забыли», ибо если тоталитарное правительство, обретя могучую технологию, может обходиться без народа, то оно полностью отказывается от пропаганды, демагогии и агитации. Происходящее на планете прямо описано как конфликт биологической и технологической цивилизации. В линии Горбовского акцент сделан на потере коммунистическим человечеством инстинкта самосохранения, отчего происходит потеря смысла жизни. «Ещё не забыты времена, когда смысл жизни состоял в пресечении угроз. Инфантилизация человечества под лозунгом: „Твори!“» Горбовский представлен как «ловец во ржи». 17 марта разрабатывалась сцена общения Атоса со жрицами партеногенеза. Она характеризуется следующим образом: «Идея: вы умеете творить из неживого, что противоестественно и безнравственно, мы умеем творить только из живого. Бабы эти тоже болтливы, но болтливы интеллигентно». 20 марта черновик был закончен.
Поскольку результат работы по-прежнему соавторов не устраивал, было решено прервать рабочую сессию досрочно — 25 марта — и оставить вещь «вылёживаться». В письме брату от 30 марта Борис Стругацкий отмечал, что, не удержавшись, прочитал «Лес» (так условно авторы называли повесть) супруге: «Правда, только Атосову часть. Она сказала, что очень интересно, что мы молодцы — здорово выдумали, но общая идея непонятна. А Горбовскую часть я даже сам ещё не рискнул перечитывать». Всю вторую половину года, параллельно «пробиванию в печать» «Хищных вещей…» и «ПНВС», братья, оставив главы о Лесе, радикально переписали вторую сюжетную линию в кафкианском духе (необходимость «тоненькой вуали сна, кошмара» зафиксирована в дневнике Аркадия Стругацкого от 31 марта). Так появилась не имеющая отношения к Миру Полудня повесть «Улитка на склоне» со своей сложной издательской судьбой.
О существовании полностью законченного чернового варианта «Улитки на склоне» Борис Стругацкий впервые публично объявил 13 апреля 1987 года на выступлении на Ленинградском семинаре писателей-фантастов в Доме писателя им. В. В. Маяковского. Первая публикация (только глав о Горбовском) под названием «Беспокойство», присвоенным Б. Н. Стругацким, состоялась в ленинградском журнале «Измерение Ф», третий номер которого за 1990 год был целиком занят материалами к 65-летию Аркадия Натановича Стругацкого. Большую роль в публикации архивных материалов сыграла только что образованная группа стругацковедов «Людены». Полный текст всех глав «Беспокойства» с предисловием Б. Стругацкого (сокращённым текстом его выступления 1987 года) вышел в симферопольском сборнике «Третий глаз». В серии «Миры братьев Стругацких» издатели с разрешения Б. Н. Стругацкого изменили Мировой Совет на Всемирный совет, как в завершающих повестях из цикла Мира Полудня, с которыми главы о Горбовском публиковались в одном томе. В дальнейшем «Беспокойство» неоднократно издавалось в сборниках и собраниях сочинений Стругацких, было переведено на несколько европейских языков.

## Литературные особенности

### Контекст: цивилизационная развилка
Согласно философу Б. Межуеву, в повести «Беспокойство» содержится один из ключей к пониманию логики развития литературного Мира Полудня и одновременно эволюции мировоззрения братьев Стругацких. Повесть писалась ещё в реалиях коммунистической утопии, которая сама по себе «несла в себе определённую крипто-идеологию, альтернативную как коммунистическому гуманизму, так и христианству». Важнейшей темой научной фантастики является столкновение человечества с новой реальностью, неожиданное обнаружение которой как бы завершало процесс разрушения традиционных религиозных верований и базирующейся на них социальной этики. Именно к середине 1960-х годов Стругацкие усомнились, что разработанная ими как художественный образ Высокая теория воспитания способна радикально улучшить общество: все социальные проблемы коренятся в изначальной слабости и уязвимости человеческой природы. Практически все последующие произведения братьев-соавторов содержат линию о бесполезности усилий и сверхусилий людей и даже сверхлюдей, которым не дано изменить хода истории. Отсюда проистекало и неприятие идеи «экспорта революции», в латентном виде высказанное в 1962 году в повести «Попытка к бегству»: вмешательство в социальный порядок бессмысленно, так как основные проблемы людей лежат вне плоскости социального строя.
В середине 1960-х годов Стругацкие приступили к переосмыслению основ лево-коммунистической утопии. Бессознательной целью советского утопического проекта времён «оттепели» было превращение большинства людей в научных работников («модель государства для физиков»). Сами авторы отказались от этой модели в повести «Далёкая Радуга», в которой устами получеловека-полукомпьютера Камилла впервые излагается идея о грядущем расколе человечества на две расы, когда люди искусства и люди науки становятся чужды друг другу и в перспективе перестают друг в друге нуждаться. По мысли Б. Межуева, это соответствовало западному пониманию марксистско-социалистического проекта: «со времён Лукача и Блоха в социализме видели освобождение от технической рациональности во имя возвращения к природе и свободной эстетике». У Стругацких уже в утопии «Полдень, XXII век» появляется образ «биологической цивилизации» леонидян. В последующих произведениях можно проследить скрытую антиномию двух цивилизационных проектов — технократического (Радуга) и биологического (Пандора). «Далёкая Радуга» представляет собой отказ от концепции бесконечного научно-технического прогресса, «задававшей подлинный нравственно-смысловой стержень коммунистического эксперимента». То есть эту повесть можно прочитать как аллегорию о том, что у «сделавшего ставку на ядерный проект, нет будущего». Таким образом, в «Беспокойстве» можно обнаружить в качестве скрытого лейтмотива действия столкновение противоположных образов будущего. Однако и путей развития биоцивилизации Стругацкими было предложено два. В повести «Волны гасят ветер» (1984) речь идёт о совершенствовании биотехнологии и появлении новой расы сверхлюдей, так называемых люденов. В написанном двумя десятилетиями ранее «Беспокойстве» показан прямо противоположный путь: полная адаптация человека к природной среде, сопряжённая с расцветом общества матриархата. Матриархат несёт угрозу технологической цивилизации. Стругацкие унаследовали от Ивана Ефремова представление о том, что женщины будущего владеют некими высшими силами природы, сродни магическим, возможности которых превышают любую технику. «Они способны управлять живой и неживой природой вплоть до превращения одной в другую, к тому же их всемогущество обусловлено и неким психологическим тяготением людей к этому матриархатному состоянию». Люди Полудня оказываются бессильны перед «чарами Леса». Борис Межуев в порядке мысленного эксперимента предположил глубинную взаимосвязь «Беспокойства» с повестями «Гадкие лебеди» и «Волны гасят ветер»: именно обнаруженная на Пандоре «бактерия жизни» позволила адаптировать всё человечество к новым условиям жизни в Космосе и множестве внеземных миров и сделала возможным появление люденов. В «Гадких лебедях» в современность XX века явились генетически больные выходцы из будущего, обладающие теми же возможностями, что и амазонки Леса.

Иными словами, Лес — это созидающийся универсум живой природы, мир, в котором биология окончательно вытеснила физику. Стругацкие дают понять, что с определённой точки зрения Лес — это и есть наивысший прогресс, только этот прогресс несовместим с благоденствием тех, кто в иных условиях мог бы стать «высшей расой», равно как и с обычным существованием простых людей.
Редактор-составитель «чёрного» собрания сочинений Стругацких Леонид Филиппов в обобщающем послесловии сводил проблематику «Беспокойства» к ответственности, доведённой писателям до предела, до уровня, когда задача не имеет решения. Горбовский в этом плане напоминает полукомпьютера Камилла из «Далёкой Радуги» или мифическую Кассандру, предсказаниям которых никто не верил или попросту не понимал. Положение Горбовского на Пандоре отчасти напоминает ситуацию на Радуге: «Неподъёмная ответственность знающего и отвечающего за всех. Но на Радуге Горбовский эту ответственность берёт на себя без проблем. Там — просто: этика-то человеческая. Жизнь и смерть. Задача имеет доброе решение». Напротив, на Пандоре ситуация вообще не предполагает критериев выбора и любое решение будет «недобрым». Позднее аналогичную коллизию Стругацкие воссоздадут в повести «Жук в муравейнике»: инопланетный разум или Будущее как таковое не приемлют человеческой этики.

### Литературная форма
Биографы Стругацких — историк Д. Володихин и писатель Г. Прашкевич — отмечали, что в основу своей новой повести авторы решили положить концепцию биологической войны между двумя расами, возникшую у них за много лет до начала работы. Получившийся результат Володихин и Прашкевич характеризовали как «побочный эффект» творческого процесса, получивший сюжетную завершённость. Новым оказался приём, при котором главы, посвящённые Горбовскому и земной Базе, оказались «проложены» эпизодами странствий по Лесу Атоса-Сидорова. В содержательном отношении это «всё ещё прекрасный, бесконечно продолжающийся Мир Полдня», в котором роль подмостков исполняет далёкая планета Пандора.
В содержательном и стилистическом отношении заметно некоторое несоответствие частей о Базе и о Лесе. «Лесные» главы серьёзнее, даже страшнее, написаны они в иной стилистике и ритме: «Рядом с нею „линия Горбовского“ выглядит как рубашечка малыша, надетая на взрослого мужчину». По мнению Володихина и Прашкевича, главы о Горбовском практически лишены сюжета. В этой линии повести не происходит почти ничего: Горбовский охвачен беспричинной тревогой, сидит на обрыве над Лесом, окружающим Базу, и бросает камушки в лиловый туман внизу. Финальная глава, по мнению критиков, «убивает сюжетность вещи наповал»: Стругацкие отказались от написания главы о спасении Атоса-Сидорова, осознанно лишив текст «ударного финала». «Горбовский просто ведет долгие разговоры с умницей-резонёром Тойво Турненом на возвышенные философские темы и, как бы между прочим, сообщает, что останется на Пандоре „ещё немножко“…»
Как обычно у Стругацких, в литературном мире причудливо и многогранно отражалась окружавшая авторов реальность. Например, водитель атомного вездехода Алик Кутнов получил фамилию однополчанина Аркадия Стругацкого. Часть персонажей на Базе получили фамилии писателей: Ласвиц и Сартаков. Деревенские имена-прозвища образованы традиционно, по основополагающему признаку его обладателя: Болтун, Горбун, Колченог, Кулак, Молчун, Обида-Мученик, и др. Имя Нава, вызывающее ассоциации со славянской мифологией, по словам Бориса Стругацкого, авторы избрали случайным образом, а о значении его («русалка», «утопленница») узнали года через два после окончания работы над текстом. Абзац, посвящённый описанию природы Пандоры, в изобилии использует фантастическую терминологию предыдущих произведений авторов, действие которых разворачивается в Мире Полудня («Тахорги, псевдоцефалы, подобрахии, орнитозавры Циммера, орнитозавры Максвелла, трахеодонты… это только самые крупные, тяжелее пяти центнеров… рукоеды, волосатики, живохваты, кровососки, болотные прыгуны…»). Термин «одержание», приобретавший в контексте «Улитки на склоне» абстрактный смысл, на самом деле означал «одержание победы над врагом». Амазонки наделялись определёнными магическими свойствами: одна из них потребовала от Атоса вызвать воду, и лишь в «Улитке…» это требование превратилось в «заставить живое стать мёртвым». Амазонки при этом разговаривают вполне советскими идеологическими штампами:

Великое Разрыхление Почвы есть не цель, а всего лишь средство для Одержания Победы над врагом… — Но что есть Победа над врагом? — слегка повысив голос, сказала мать Навы. — Победа над врагом есть победа над силами, которые лежат вне нас. А что значит «вне нас»? Вне нас — это не только вне меня и не только вне тебя, это вне нас всех, это вне Запада и вне Востока, ибо Запад — это тоже мы… Одержание — это не Одержание над Западом, но Одержание над тем, что есть вне Запада и вне Востока…
Писатели заложили в тексте «Беспокойство» множество отсылок к литературным и нелитературным текстам и культурным явлениям. Поскольку в главах о Горбовском действуют герои романа Стругацких «Полдень, XXII век», в их диалогах содержатся отсылки к другим персонажам из того же произведения. Съедобная земля в Лесу — отсылка к книге А. Кауэлла «В сердце леса» (М.: Мысль, 1964). Образ «мухи ревут» восходит к «Белым стихам» Б. Пастернака. Горбовский, говоря о чрезмерной беспечности человечества, почти прямо отсылает к повести Дж. Сэлинджера «Над пропастью во ржи». Турнен, возражая Горбовскому, что «человечество не способно поставить перед собой задачи, которые не может разрешить», цитирует предисловие работы К. Маркса «К критике политической экономии».

### Двуединый хронотоп
Литературоведы А. В. Антонов и М. П. Чередникова (Ульяновский государственный университет) посвятили анализу хронотопа повести «Беспокойство» отдельное исследование. Несмотря на то, что текст является первичной редакцией «Улитки на склоне», произведения отличаются по ряду существенных параметров. Прежде всего, «Беспокойство» относится к циклу о Мире Полудня и посвящено проблеме контакта — столкновения цивилизации коммунистической Земли с инопланетянами. Местом действия является планета Пандора — воплощение дикой природы, таинственной и непонятной землянам. Почти всю поверхность суши планеты занимает Лес, описываемый как «одушевлённое пространство», обладающее свойствами животного или даже антропоморфного существа. На небольшом участке суши — Белых скалах — расположена База землян. Пространства Леса и Базы противопоставлены друг другу по вертикали. Пространство Базы точечное — на скале воздвигнут высотный комплекс Управления. Это узкое пространство со всех сторон окружено бесконечностью болотистых низин Леса.
С первых же строк повести читатель сталкивается с Леонидом Андреевичем Горбовским — одним из персонажей, присутствующим в разных повестях «Полуденного» цикла. Горбовский — известный учёный, космолётчик, покоритель иных планет. Однако на Пандоре он оказывается вне всякой видимой цели, контрастируя с остальными обитателями Базы. Персонал Базы — от директора до егерей и водителей — объединяет обслуживание туристов-охотников либо исследовательская работа. Горбовский же сидит на краю пропасти над «пятнистой шкурой» Леса с его лиловыми туманами и бросает вниз камешки, словно пытаясь привлечь чьё-то внимание там, внизу. Остальные земляне оказались на Базе из-за желания сильных ощущений, испытывая своё бесстрашие и мастерство охотника. Это вызывает тревогу Леонида Андреевича: «Слишком стало все определённо, слишком все уверены». В самом конце Горбовский раскрывает своё беспокойство: существуют ли моральные ограничения при принятии научных проектов, которые со временем могут привести к разрушению земной цивилизации и уничтожению человечества? Леонид Андреевич опасается, что научные успехи усиливают самоуверенность человечества, а поиск «братьев по разуму» может привести и к открытию чего-то бесконечно чуждого, ставящего существование людей под угрозу. Горбовский — единственный из людей на Базе, кто воспринимает пространство Леса как чужое: для егеря или водителя пересечение границы не является поводом переосмысления картины мира, они всё пространство Леса воспринимают как «своё». Горбовский смущает всех своими рассуждениями, что если в Лесу происходит война между разумными существами, тогда вопрос из научного превращается в моральный, мораль же не имеет логики, ибо предзадана.
Опасения Горбовского иллюстрируются судьбой Атоса-Сидорова — «лесными» главами. Вертолёт этого исследователя Леса потерпел катастрофу; на Базе его считают давно погибшим. Если Горбовский постоянно вглядывается в Лес с недосягаемой высоты, то Атос оказывается в самой толще лесного пространства. Это пространство дискретно: существуют поляны, на которых стоят живые и вымирающие деревни. Деревни окружены живой жестокой природой, постоянно угрожающей людям. Более того, рядом с застывшими крестьянскими общинами возникла могущественная прогрессирующая цивилизация. Она создана женщинами — Славными Подругами, «жрицами партеногенеза», — овладевшими сложнейшими биотехнологиями, буквально научившимися жить не только на суше, но и в воде и поставить себе на службу все природные явления. Мужчины им не нужны, биологическая цивилизация откровенно враждебна любому традиционному укладу, а также земной технологической цивилизации. То есть в низинной плоскости Леса в едином пространстве столкнулись прошлое и будущее: цивилизация, в общем, аналогичная земной, и новый мир, основанный на изменении человеческой природы.
Атос-Сидоров оказался в безымянной деревне в глубине Леса, черты быта которой живо отсылают к современной авторам реальности середины XX века. Утварь в домах ограничена «горшками» (их выращивают, только в одной «чудаковой деревне» горшки лепят из глины и обжигают), из которых хлебают все обитатели дома. Улицы быстро зарастают высокой травой, с которой нужно бороться. Посреди деревни — площадь, где староста и землемер организуют собрания общины. Иногда там выступает «Слухач» — живой радиоприёмник, слова которого невразумительны, непонятны не только слушателям, но и ему самому. За околицей деревни расположены поля, а дальше — другие деревни: «чудакова» и «грибная», которая вся заросла несъедобными грибами. Из подобного рода деталей выстраивается художественная логика повести. Непохожесть Атоса крестьяне объясняют тем, что «кто-то нормальную голову у него отрезал и приставил чужую». Мужики смутно представляют себе пространство вне деревни, оно осваивается только в соответствии с практическими нуждами, а то, что не связано с конкретным знанием, не воспринимается ни как реальное, ни как ценное. Сознание мужиков вообще лишено причинно-следственных связей, попытка рассказать о дороге в Город (некое символическое пространство) сводится к бесконечной кумуляции с упоминанием близлежащих мест: «Тростники — Муравейники — Новая деревня — Глиняная поляна». А. В. Антонов и М. П. Чередникова приравнивали мышление крестьян Леса к «дурацкой логике» (по В. Я. Проппу) сказок о глупцах. Атос, так и не оправившийся от черепно-мозговой травмы, быстро устаёт от вязких, бестолковых разговоров, но прекрасно понимает, насколько добры и бескорыстны деревенские жители. Они спасли Атоса, дали ему в жёны Наву, при случае кормят и поят бестолкового пришельца, ничего не требуя взамен. Невосприимчивость крестьян к внешнему миру придаёт повествованию трагический оттенок, ибо для Славных Подруг они — отверженные. «Когда нужен был хлеб, они были нужны. Научились выращивать хлеб без крестьян — про них забыли». Границы деревни нарушаются вторженцами извне — биороботами-«мертвяками» и «ворами». Эти существа враждебны крестьянам, так как похищают женщин, но мертвяки — порождение Подруг, описываемые как нечистая сила, а воры — такие же люди, как и жители деревни, хотя и живущие разбойным промыслом. Однако в границах логики деревенских жителей мертвяки и их поведение не могут быть объяснены и тем особенно страшны.
Жизнь в деревне показана как бесконечная инерция. По привычке мужики сеют и собирают урожай, возят его на Глиняную поляну, но там теперь никто не живёт, и они возвращаются обратно. Собственно, урожай никому не нужен: благодаря биотехнологиям (некоему «бродилу») становятся съедобными сорняки и лесные побеги, одежда и горшки выращиваются на грядках, в некоторых местах съедобна даже земля. Крестьянский труд полностью утратил свой исконный смысл, и жизнь мужиков обратилась в бессмысленное прозябание. Сказочные реминисценции обращаются в свою противоположность: «лесные» главы не имеют ничего общего с оптимизмом сказки. Крестьяне не знают письменности и утратили память о прошлом, лишь по деревне бродит старик-обжора с невнятными поучениями. В ворчании старика постоянно повторяется одно и то же слово: «нельзя». Слово лишено конкретного смысла, и сам старик не способен объяснить, что именно он имеет в виду. Лишь ближе к концу повествования выясняется, что и старик имел социальную функцию: ему тоже нужно в Город, чтобы «свой родовой долг исполнить и всё обо всём кому следует рассказать…». То есть он был «стукачом» и ходит по домам не только из-за голода. В настоящем он никому не нужен, как и зомбифицированный Слухач, ретранслирующий некие непонятные идеи. Как отмечают А. В. Антонов и М. П. Чередникова, речи Слухача непонятны крестьянам, но не читателям Стругацких 1960—1980-х годов: это хорошо знакомые идеологические клише из ежедневных радионовостей об очередных битвах за урожай на «трудовых фронтах» Советского Союза. Узнаваемость этих клише создаёт в повести иронический подтекст: «На фронте южных земель в битву вступают новые… <…> победного передвижения… Большое разрыхление почвы на северном направлении временно прекращено… Во всех деревнях… большие победы… усилия… новые отряды подруг… завтра и навсегда спокойствие и слияние». То есть идеологическая риторика земного XX века вполне актуальна для партеногенетической биоцивилизации Пандоры. Различия, впрочем, существенны: идёт не битва за новый урожай, а борьба против традиционного (даже в биологическом отношении) уклада жизни со стороны неостановимого и разрушительного прогресса.
Атос потерял память, лишь обрывками восстанавливает прежнюю жизнь и даже не знает, сколько времени провёл в деревне. Директор Базы Поль Гнедых в беседе с Горбовским утверждает, что Сидоров погиб «давно». В деревне дни ничем не отличаются друг от друга, и даже разговоры героя о его уходе повторяются бесконечно, в том числе и откладываемое из раза в раз «послезавтра». Когда Атос спонтанно отправляется в путь (просто потому, что почувствовал силы для этого), он надеялся через преодоление чуждого пространства обрести «своё», утраченное. Собственно, фольклорные параллели мотива путешествия по Лесу уже отмечались в советской научной литературе, однако, в отличие от сказочного сюжета, Атос не ищет ни сокровищ, ни невесты. Более того, его «жена»-подросток Нава по собственной воле отправилась вслед за ним. После того, как Атос покинул деревню, время заметно ускоряется: появляется событийная динамика. Атос пытается отбиться от воров, затем вместе с Навой спасается от них бегством. Но гораздо опаснее воров оказывается само пространство Леса. Более того, согласно Е. М. Неёлову, во второй сюжетной линии повести Стругацких героем повести является не Атос, не Нава, не прочие персонажи — а «тёмный таинственный лес». Это негуманоидный разум, влияющий на поведение и физическое состояние людей. Скорее всего, лиловый туман — это неизвестная энергия Леса, которую женщины-хозяева Пандоры научились использовать в своих целях.
Поворотным моментом в «лесном» сюжете является ночёвка Атоса и Навы в «странной деревне». И в этих эпизодах мотивы происходящего прямо отсылают к сказке: ночь в Лесу, дом (вернее, антидом), куда попадают герои, переплетение сна и яви и, наконец, бегство героев. Пространство деревни чужеродное, и особенно остро это ощущает Нава — плоть от плоти деревенского уклада. Её настораживает отсутствие запахов живой деревенской жизни и «мёртвая тишина» на улице. Бодрствующие люди лишены лиц и говорят на непонятным языке, да и сами герои погружены в состояние полусна-полуяви. В славянском фольклоре подобного рода признаки являются предвестниками смерти. В финале этой сцены «мёртвая деревня» в буквальном смысле предстаёт мёртвой зоной, где Атос встречает своих коллег-исследователей, также числившихся погибшими, и слышит позабытое слово «хиазма». Но исчезновение жизни не имеет ничего общего с мистикой, это — результат разумной воли амазонок «прогрессирующей» цивилизации, и «зачистке» подлежат одни только мужчины. Слово «хиазма» и скальпель Карла, неведомо как оказавшийся в руке у Навы, отсылают к происходящим событиям: мужчины оказываются жертвами насильственной стерилизации, которая проводится максимально болезненным способом. Карл действительно был умерщвлён амазонками, и Атос на следующий день стал свидетелем разговора между Славными Подругами: «Вчерашнее испытание… показало, что они кричат от боли в тех же случаях, что и любой мужчина…» Текстолог Светлана Бондаренко выявила в тексте следующий пласт: Атос, столкнувшись в «лукавой деревне» с Карлом и Валентином, вспоминает, что Карл-то пропал без вести, а тело Валентина нашли через месяц после аварии и похоронили. Скальпель Карла оказался в руках у Навы совершенно не случайно: под действием эманаций Одержания она должна была вскрыть Атоса. Именно к этому эпизоду Стругацкие привязали описание анатомической чуждости аборигенов Пандоры: Атос вспоминает, что у людей одна ямочка между ключицами, а у Навы — две. «…Ведь это чрезвычайно важно узнать, почему у них две. <…> Что же им дают две ямочки? В чём целесообразность?»
Выход за пространство деревни в буквальном смысле предоставил Атосу простор для размышлений: находясь в деревне, он не в состоянии ни о чём думать. В пути у него внезапно возвращается способность делать умозаключения и духовная энергия, желание найти Город и отыскать там путь на Базу перестаёт быть приземлённой прагматической задачей. Будучи учёным, Атос возвращается на уровень философского осмысления реальности, так как у него возникает потребность найти и понять источник разумной деятельности людей Пандоры. Лишь встреча с амазонками расставляет всё на свои места: именно они определяют суть происходящего в Лесу. Амазонки «защищены» от разумных вирусов и лилового тумана, однако их могущество заставило счесть «ошибкой» не только природный ландшафт планеты и её фауну, но и живых людей привычного нам облика. По мысли А. В. Антонова и М. П. Чередниковой, и эти мотивы были совершенно понятны потенциальным читателям Стругацких 1960-х годов, для которых слово «чистка» отнюдь не являлось абстрактным понятием. Атос встаёт перед вопросом, возможно ли оправдание прогресса, цена которому — уничтожение половины человечества. Именно в этой точке пересекаются обе сюжетные линии «Беспокойства». Если Горбовский в финальном разговоре с Турненом лишь «пережил в фантазии» столкновение с нечеловеческой цивилизацией, то именно такая встреча определила дальнейшую судьбу Атоса. Горбовский только предрекает, что Лес «ещё заговорит»; Атос получил точное знание, о чём именно «говорят» хозяйки Леса. Лишь тогда Атос-Молчун осознаёт, что деревня — это «свой» мир и нужно приложить все усилия по противодействию прогресса «на каком-то крошечном участке его фронта». В момент выбора, согласно его собственным словам, «выбирает не голова, здесь выбирает сердце».

### Литературное влияние
В 1994 году библиограф, активист фэндома и участник некоммерческой группы стругацковедов «Людены» Вадим Казаков выпустил эссе «Полёт над гнездом лягушки». По форме это — художественное исследование, «загримированное» в лемовском духе под псевдорецензию на историческую книгу XXIII века. Далее произведение вошло в первую антологию «Время учеников». Для создания связной хронологии Мира Полудня, увязанной с казусом галактической сверхцивилизации Странников, В. Казаков использовал в том числе «Беспокойство». Согласно книге героя эссе — некоего Тима Вандерера, — в том же 37 году, когда разворачивалось «дело подкидышей» (повесть «Жук в муравейнике»), на Пандоре был найден без вести пропавший Михаил Сидоров, через четыре года представивший рапорт Совету Галактической Безопасности. Он заявил, что Странники разделили человечество Пандоры на несколько не связанных друг с другом рас, причём отобранные мужчины были трансформированы в нечто совершенно нечеловеческое и покинули планету, а женщины перешли на партеногенез и создали совершенно новую биологическую цивилизацию, подвергнув «зачистке» случайно уцелевшую часть былого населения. 
Казанский писатель и экономист-аналитик Михаил Савеличев в 2003 году выпустил продолжение «Беспокойства» — фантастическую повесть «Возлюби дальнего», которая издавалась в серии «Библиотека фантастики Сталкера» издательства АСТ и сборнике «Возвращение в Арканар» (2009) — втором в серии «Время учеников — XXI».
После выхода фильма «Аватар», где речь идёт об освоении землянами лесов планеты Пандора, в российской прессе распространялись слухи, что Борис Стругацкий обвинил создателей в плагиате. Борис Натанович все эти слухи категорически опроверг.

## Публикации и переводы
- Беспокойство / «Вместо предисловия» Б. Стругацкого; Илл. А. Карапетяна // Измерение-Ф. — 1990. — № 3. — С. 6—15. Только главы о Горбовском.
- Улитка на склоне-I (повесть) // Третий глаз. — Симферополь: Таврия, 1991. — 272 с. — С. 18—106. — («Выпуск А» серии антологий «Третий глаз»). Полная публикация всех сюжетных линий.
- Беспокойство // Стругацкий А., Стругацкий Б. Парень из преисподней; Беспокойство; Жук в муравейнике; Волны гасят ветер. — М.: ТКО АСТ. — М.: ТКО АСТ; СПб.: Terra Fantastica, 1996. — С. 129—174. — (Миры братьев Стругацких). Только главы о Горбовском.
- Nepokoj / Přeložil Libor Dvořák // Ikarie (Praha). — 1999. — Nr. 1. — S. 10—22.
- Беспокойство (Улитка на склоне-1) // Стругацкий А., Стругацкий Б. Собрание сочинений в 11 т.: Т. 4. 1964—1966. — Донецк: Сталкер; СПб.: Terra Fantastica, 2001. — С. 183—286.
- Беспокойство // Стругацкий А., Стругацкий Б. Беспокойство. — Донецк: Сталкер, 2004. — С. 3—196. — (Миры братьев Стругацких).
- Беспокойство // Стругацкий А., Стругацкий Б. Трудно быть богом: Фантаст. произведения. Т. 3. — М.: ЭКСМО; СПб.: Terra Fantastica, 2006. — С. 537—630. — (Отцы-основатели: Рус. пространство).
- Беспокойство (Улитка на склоне-1) // Стругацкий А., Стругацкий Б. Улитка на склоне: Опыт академич. издания / Сост. Л. Ашкинази; Худож. Д. Черногаев; Ред. А. Кузнецова, А. Ранчин. — М.: Новое лит. обозрение, 2006. — С. 239—354.
- Беспокойство // Стругацкий А., Стругацкий Б. Жук в муравейнике. — М.: АСТ, 2007. — С. 129—174.
- Безпокойство / Превод: Максим Стоев // Стругацки Аркадий и Борис. Безпокойство. — София: Издат. къща «ИнфоДАР» ЕООД, 2010. — С. 7—143. — (Библиотека Светове. 7).
- Nyugtalanság / Fordította Földeak Iván és Weisz Györgyi // Sztrugackij Arkagyij és Borisz. Nyugtalanság. — Budapest: Metropolis Media Group, 2011. — Old. 5—117. — (Galaktika Fantasztikus Könyvek).
- Unruhe / Übersetzung von David Drevs // Strugatzki Arkadi et Boris. Gesammelte Werke 4. — Berlin: Golkonda Verlag, 2012. — S. 277—373.
- Unruhe / Übersetzung von David Drevs // Strugatzki Arkadi und Boris. Werkausgabe 4. — München: Wilhelm Heyne Vergag, 2012. — S. 371—503.
- Беспокойство (Улитка на склоне-1) // Стругацкий А., Стругацкий Б. Собрание сочинений в 11 т.; 1964—1966. — М.: Астрель, 2013. — С. 183—286.
- L’Inquiétude: (L’Escargot sur la pente — première version) / Traduit du russe par Viktoriya Lajoye // Strougatski Arkadi et Boris. L’Escargot sur la pente. — Paris: Denoël, 2013. — P. 263—387. — (Lunes d’encre).
- L’Inquiétude / Traduit du russe par Viktoriya Lajoye // Strougatski Arcadi & Boris. Le Cycle du Midi. — Saint-Laurent d’Oingt: Mnémos, 2022. — P. 817—886. — (Intégrales).
- Niepokój / Przełożył Paweł Laudański // Strugaccy Arkadij i Borys. Wywrócony świat i inne utwory. — Warszawa: Prószyński i S-ka, 2022. — S. 721—826.